# Географія Гани
Гана — західноафриканська країна, що знаходиться на північному узбережжі Гвінейської затоки . Загальна площа країни 238 533 км² (82-ге місце у світі), з яких на суходіл припадає 227 533 км², а на поверхню внутрішніх вод — 11 тис. км². Площа країни трохи трохи більша за третину площі України. 

## Етимологія
Офіційна назва — Республіка Гана, Гана (англ. Republic Ghana, Ghana). Назва країни походить від назви однойменного середньовічного (з IV по XIII століття) західно-африканського королівства Гана. Одним з титулів його правителя був «гана», що означало воєначальника, від цього титулу отримало назву й головне місто держави. Однак сучасна територія Гани ніколи не входила до нього. Колишня британська колоніальна назва до 1957 року — Золотий берег, пов'язана з вивозом золота з цієї території.

## Географічне положення

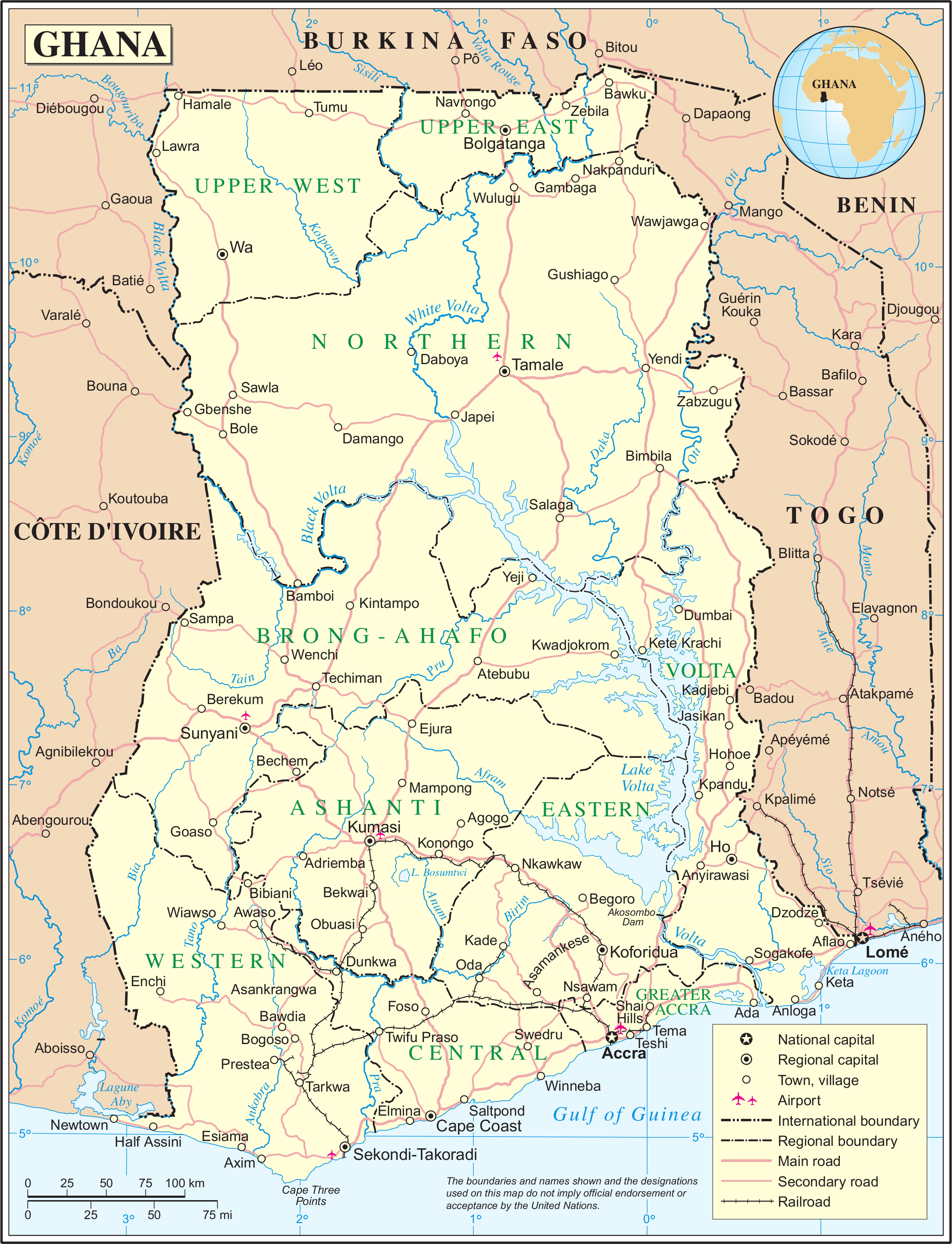
Карта Гани від ООН

Гана — західноафриканська країна, що межує з трьома іншими країнами: на півночі — з Буркіна-Фасо (спільний кордон — 602 км), на заході — з Кот-д'Івуаром (720 км), на сході — з Того (1098 км). Загальна довжина державного кордону — 2420 км. Гана на півдні омивається водами Гвінейської затоки Атлантичного океану. Загальна довжина морського узбережжя 539 км.
Згідно з Конвенцією Організації Об'єднаних Націй з морського права (UNCLOS) 1982 року, протяжність територіальних вод країни встановлено в 12 морських миль (22,2 км). Прилегла зона, що примикає до територіальних вод, в якій держава може здійснювати контроль необхідний для запобігання порушень митних, фіскальних, імміграційних або санітарних законів простягається на 24 морські милі (44,4 км) від узбережжя (стаття 33). Виключна економічна зона встановлена на відстань 200 морських миль (370,4 км) від узбережжя. Континентальний шельф — 200 морських миль (370,4 км) від узбережжя.

### Час
Час у Гані: UTC0 (-2 години різниці часу з Києвом).

## Геологія

### Геологічна будова
Геологічна будова Гани представлена переважно кристалічними породами докембрійського віку. Більша частина території країни лежить на древньому кристалічному фундаменті Африканської платформи, які формують Гвінейський щит — один з ключових елементів геології Західної Африки. Основу складають породи архейського та протерозойського віку — гнейси, сланці, кварцити, граніти, зеленокам'яні пояси (із запасами золота), а також метаморфічні породи. У центральній та південній частинах поширені також молодші осадові породи.

## Рельєф
Середні висоти — 19(0 м; найнижча точка — рівень вод Атлантичного океану (0 м). Найвища точка — гора Афаджато (885 м) на східній околиці країни у горах Того.

Рельєф Гани
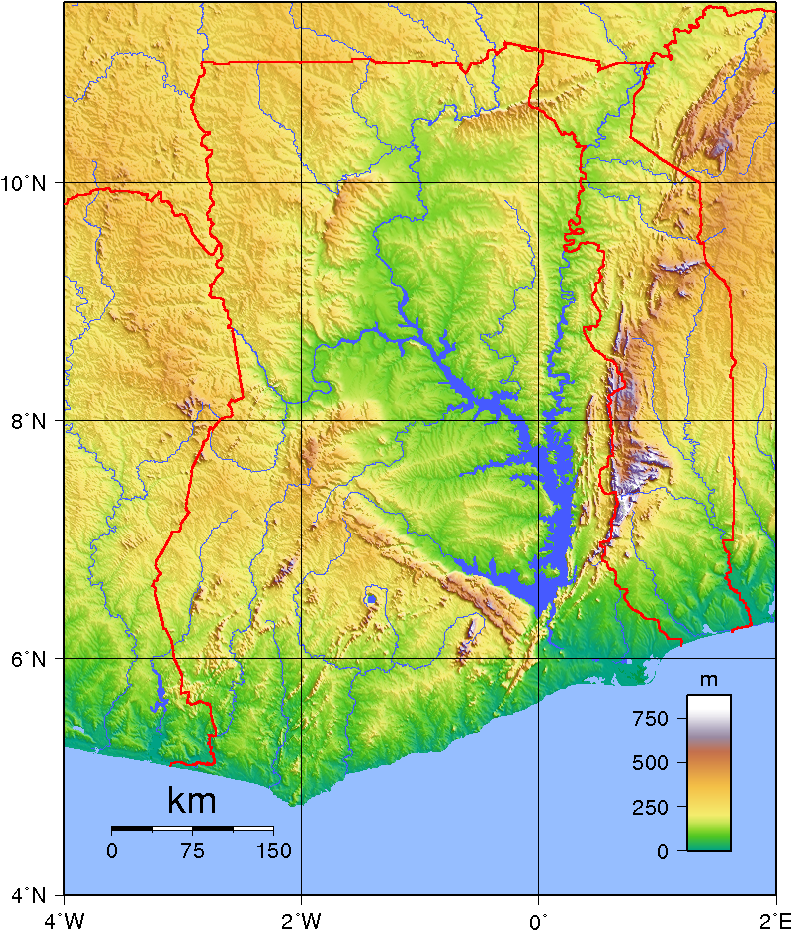
Гіпсометрична карта Гани
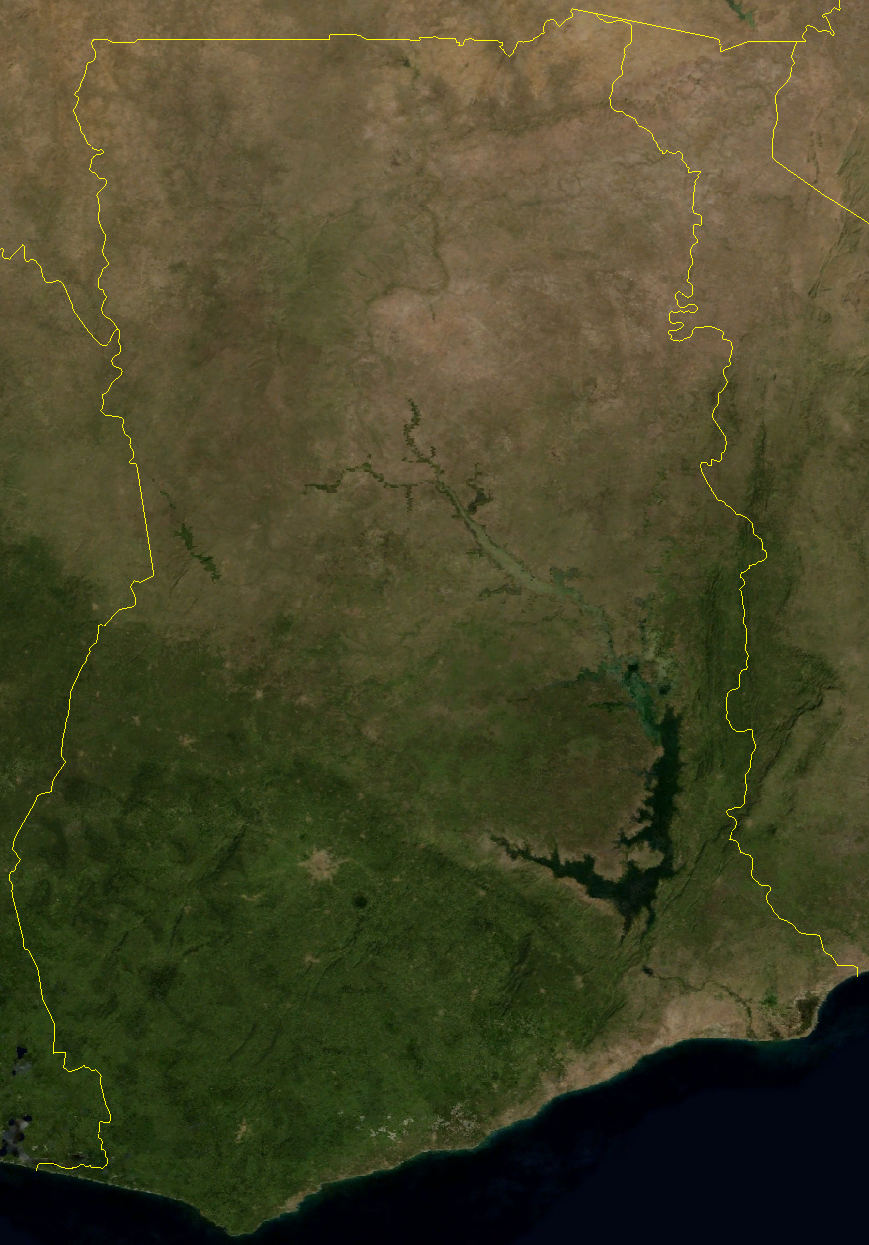
Супутниковий знімок поверхні країни
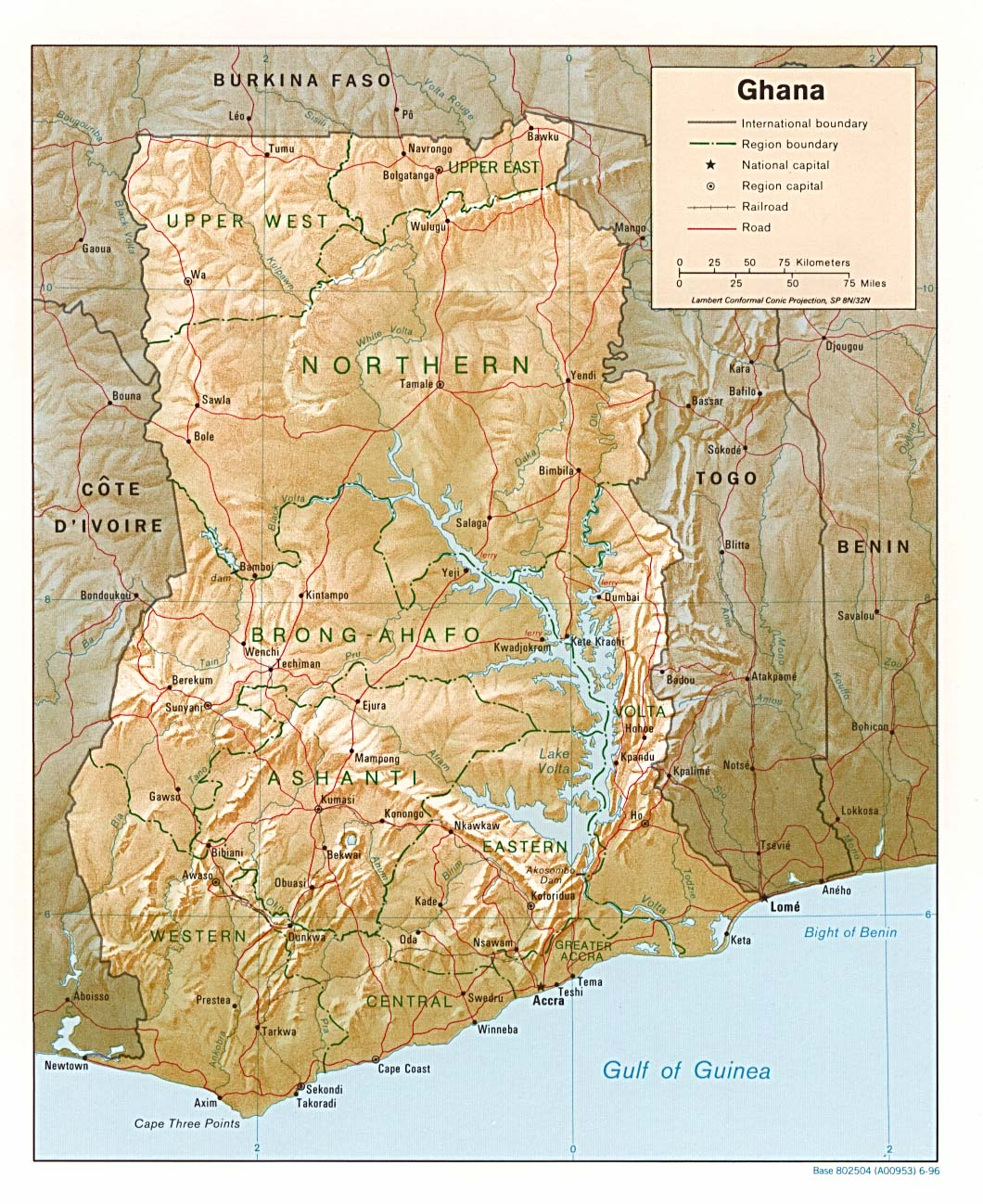
Карта країни (англ.)
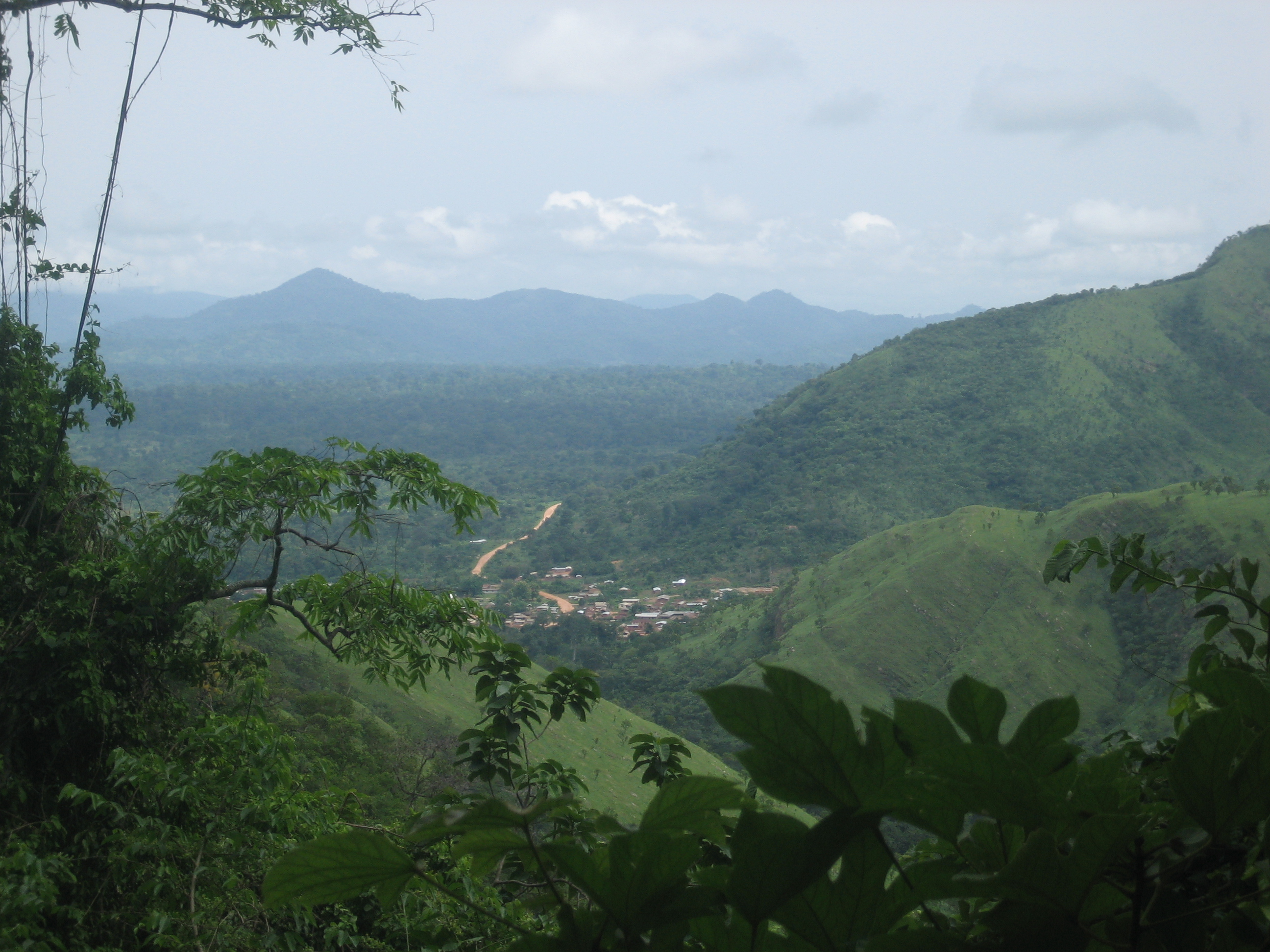
Гори Аквапім

Рельєф Гани переважно рівнинний або хвилясто-горбистий, переважно з висотами 150—300 м над рівнем моря. Більшість території займає плоскогір'я Ашанті, висоти якого коливаються в межах 200–400 м. На східній околиці країни підносяться гори Того з найвищою точкою країни — горою Афаджото (Афадьято) (885 м) у східній частині, поблизу кордону з Того. На півночі розташовані низовинні рівнини басейну річки Вольта.

### Узбережжя
На узбережжі низькі піщані пляжі перемежаються з солоноводними лагунами, обрамованими невеликими гаями кокосових пальм.

## Клімат
Південь Гани лежить у екваторіальному кліматичному поясі, північ — у субекваторіальному. Цілий рік панують екваторіальні повітряні маси. На узбережжі цілий рік спекотно, сезонні коливання температури незначні, значно менші за добові. превалюють слабкі вітри, цілий рік надмірне зволоження, майже щодня по обіді йдуть дощі, часто зливи з грозами. На півночі влітку переважають екваторіальні повітряні маси, взимку — тропічні. Влітку вітри дмуть від, а взимку до екватора. Сезонні амплітуди температури повітря незначні, зимовий період не набагато прохолодніший за літній. Зволоження достатнє, але влітку може відмічатись посушливий сезон.

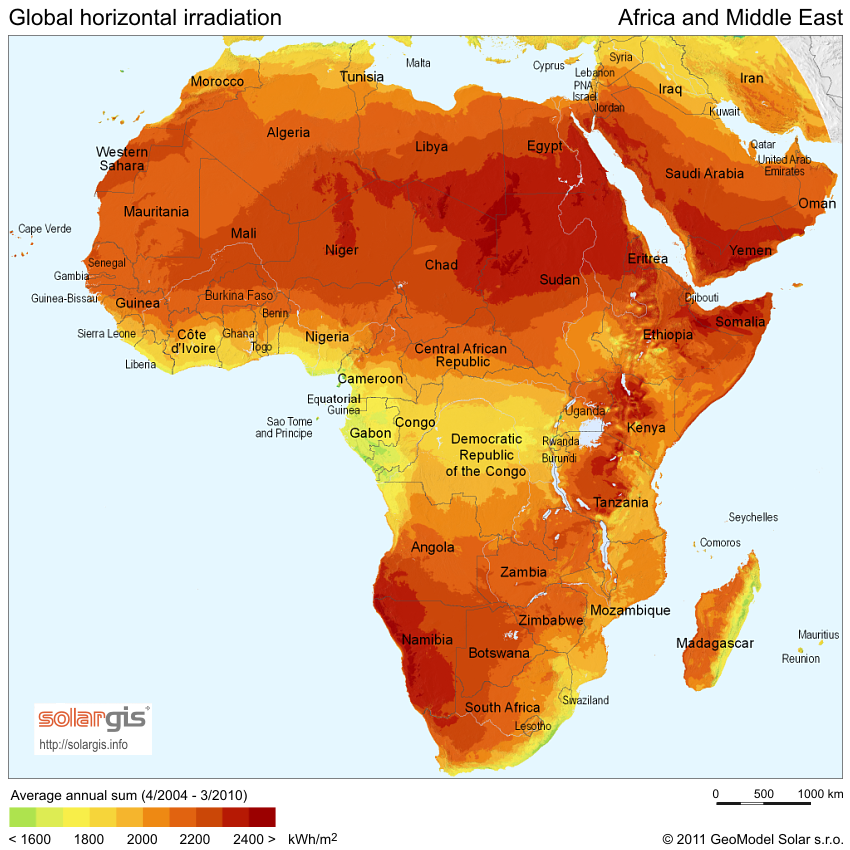
Сонячна радіація (англ.)
Кліматична карта Гани (за Кеппеном)

Гана є членом Всесвітньої метеорологічної організації (WMO), в країні ведуться систематичні спостереження за погодою.

## Внутрішні води

Гідрографічна мережа ГаниГідрографічна мережа Гани
Сточище Вольти
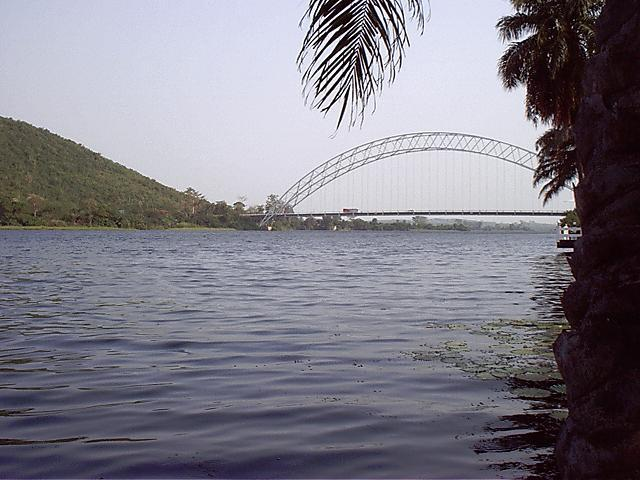
Річка Вольта
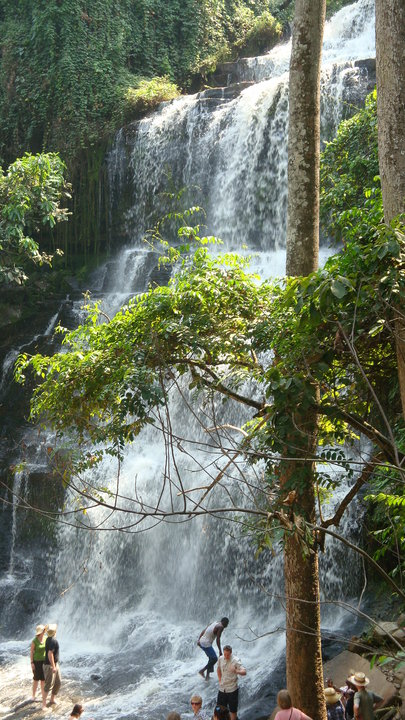
Водоспад Кінтампо

### Річки
Річки країни належать басейну Гвінейської затоки Атлантичного океану. Річка Вольта і її притоки, особливо Чорна Вольта, Біла Вольта, Оті і Афрам, утворюють основну систему стоку. Серед дрібніших річок виділяються Тано, Анкобра і Пра.

### Озера
Єдине велике природне озеро Босумтві знаходиться за 34 км на південний схід від Кумасі, має майже округлу форму і оточене пологими лісистими горбами висотою понад 180 м над рівнем озера.

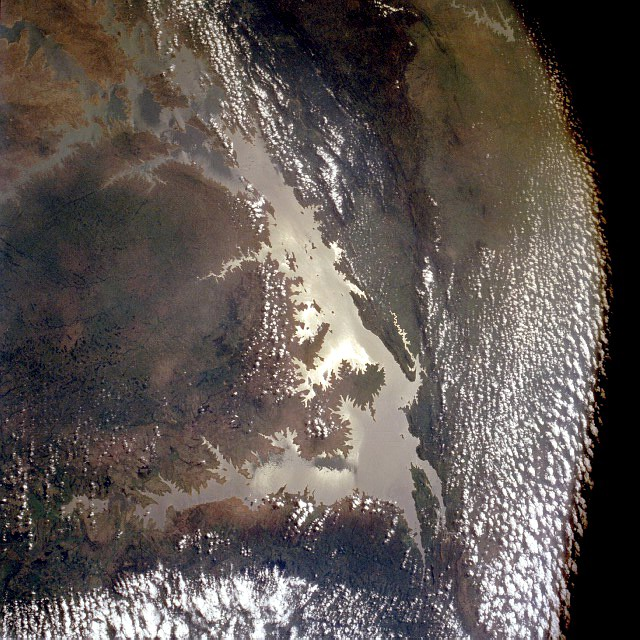
Водосховище Вольта з космосу
Карта водосховища Вольта
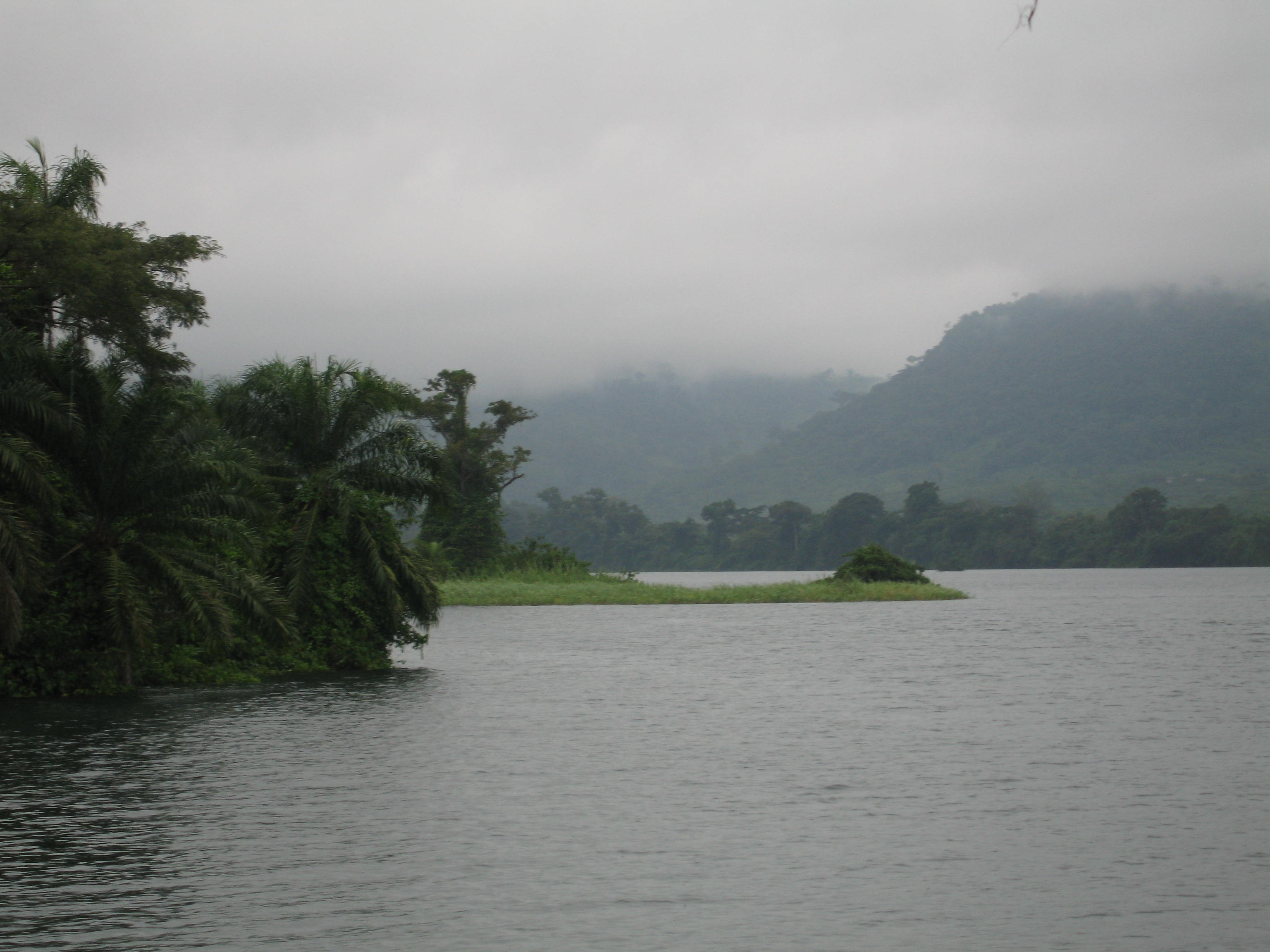
Водосховище Вольта
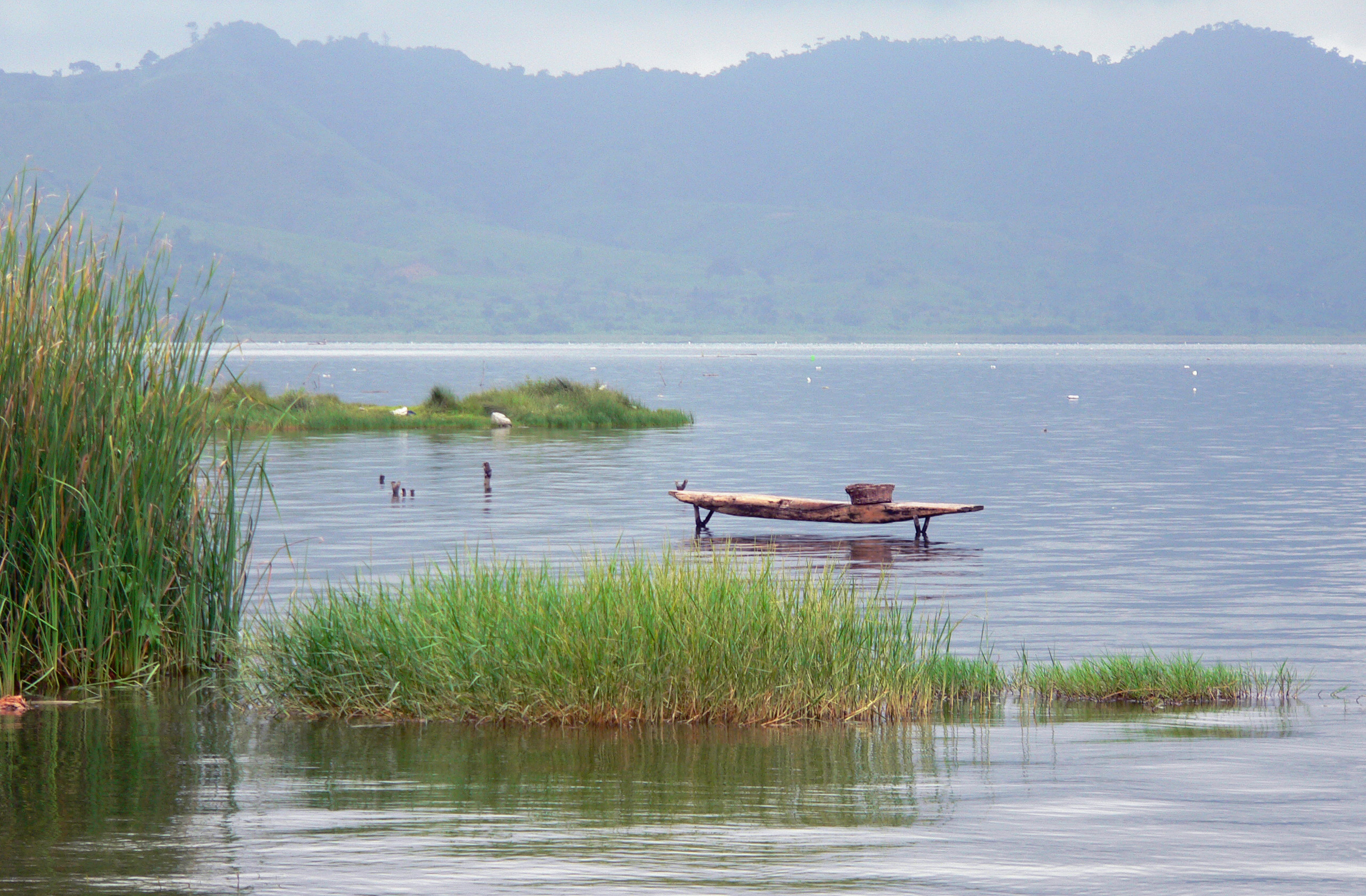
Озеро Босумтві

Після споруди дамби на річці Вольта в ущелині у Акосомбо в 1964 році утворилося величезне водосховище Вольта площею 8500 км². Завдяки цьому відкрилися нові перспективи для розвитку судноплавства всередині країни, прісноводного рибальства і зрошуваного землеробства. Гідроелектростанція на річці побудована також і в Кпонге, разом вони забезпечують енергією алюмінієвий комбінат в Темі і інші промислові підприємства на півдні країни.

## Рослинність
На півночі Гани — савана, на південному заході — вологі тропічні ліси. У межах території Гани відособлюють прибережний, лісовий і саванний райони, розділені невисокими лісистими уступами. Далі в глибінь країни тягнеться плоска рівнина, місцями усіяна останцевими горбами і порослі колючими чагарниками і приземкуватими деревами. Далі на півночі від цієї рівнини знаходиться лісисте плато. Це і є знаменитий західноафриканський ліс з високими деревами, що стоять дуже близько одне до одного і чия густа крона затримує яскраве сонячне світло і забезпечує в наземному ярусі вологі теплі умови, сприятливі для зростання ліан і епіфітів.

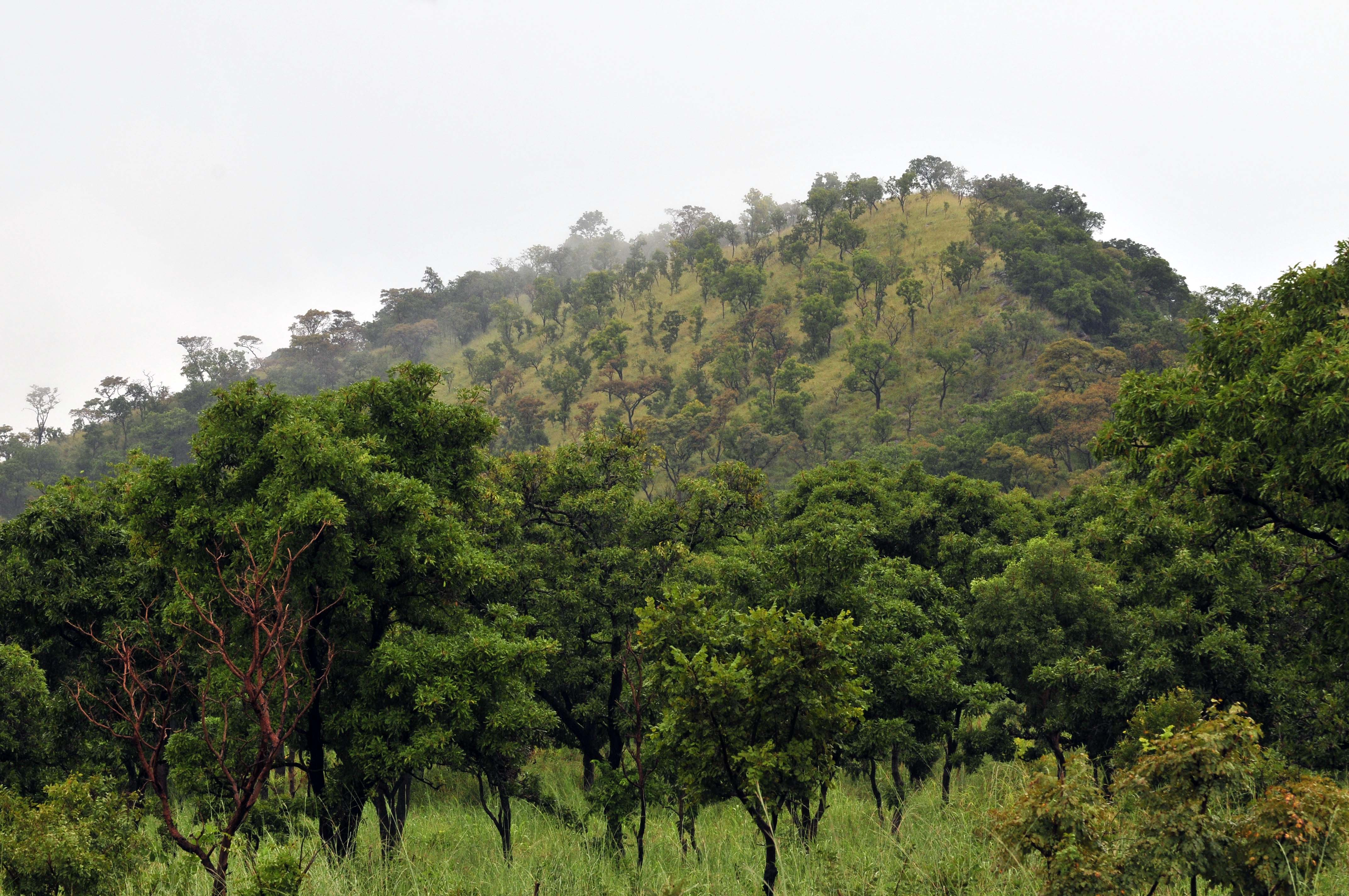
Волога савана північного заходу
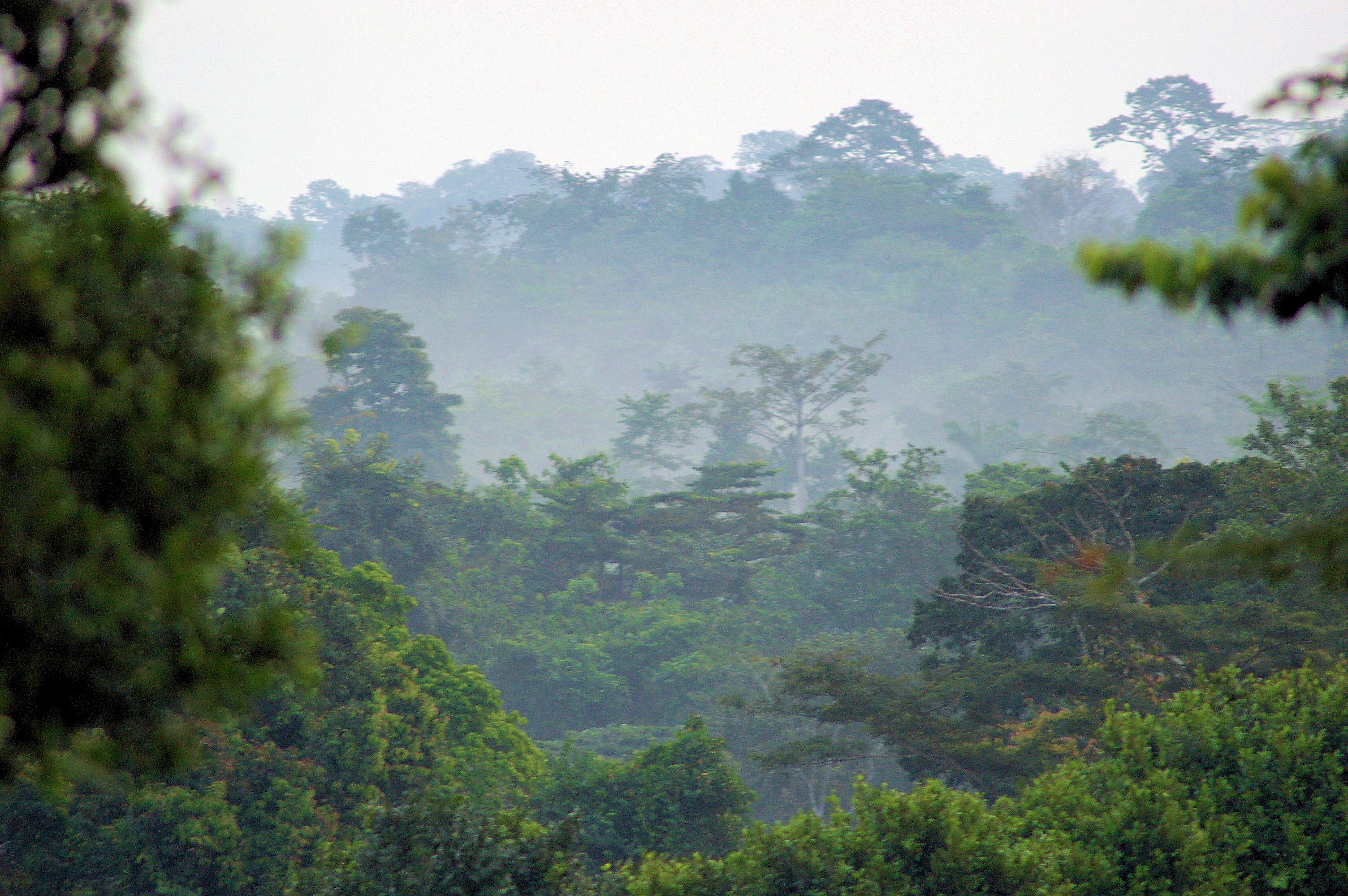
Вологі тропічні ліси центральної частини
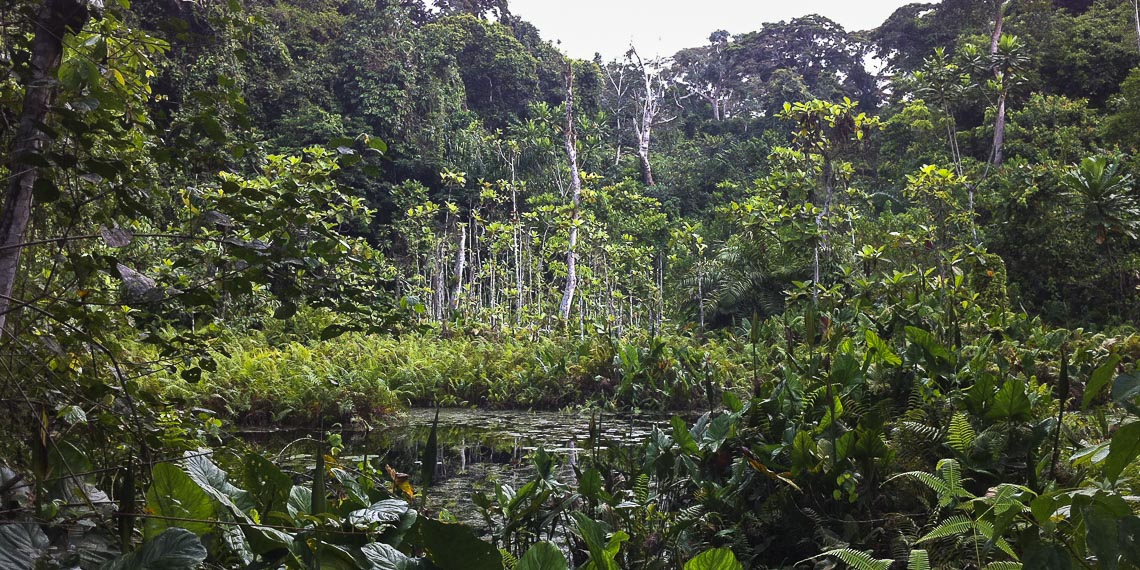
Вологі тропічні ліси на заході
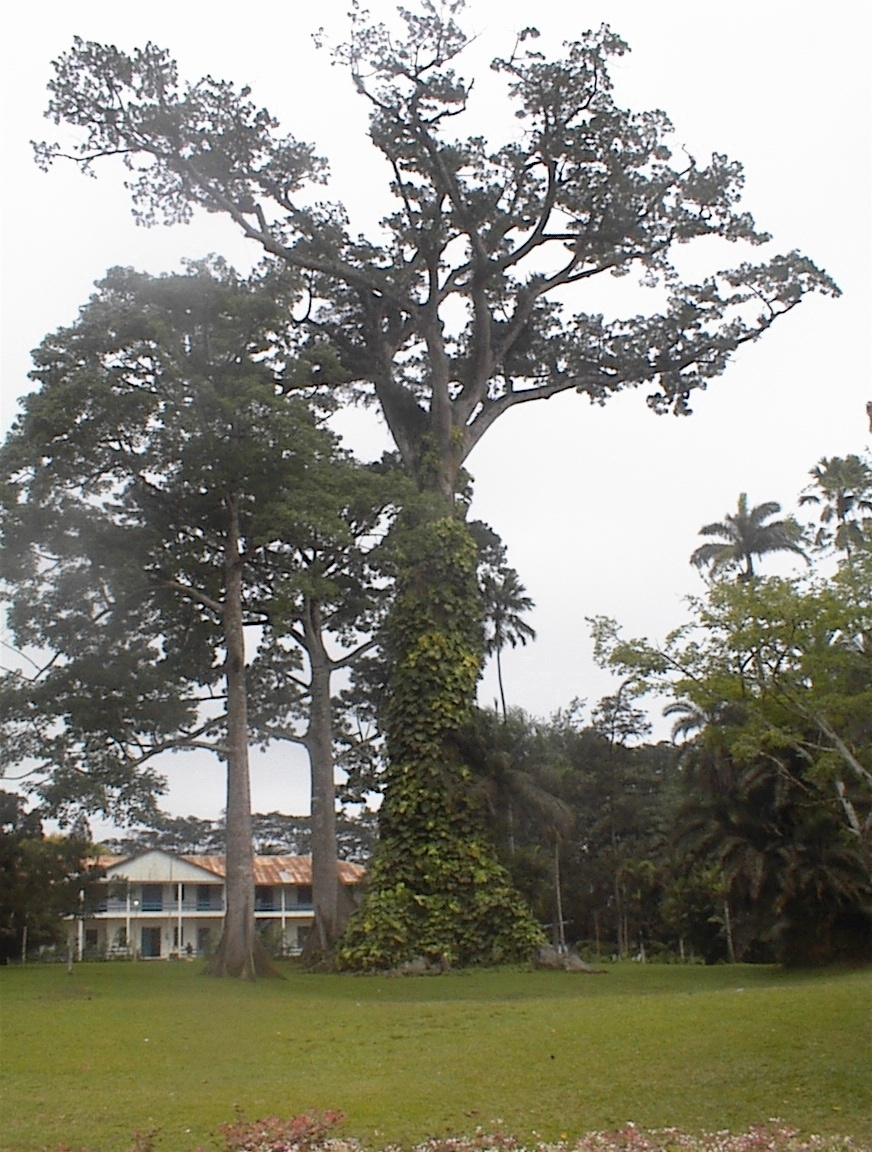
Ботанічний сад Абурі

## Тваринний світ
У зоогеографічному відношенні територія країни відноситься до Ефіопської області: південна частина, узбережжя Гвінейської затоки — до Західноафриканської, північна частина — до Східноафриканської підобласті.

## Стихійні природні явища
На території країни спостерігаються небезпечні природні явища і стихійні лиха: сухі пилові вітри харматани дмуть з Сахари з січня по березень; посухи.

## Природні ресурси

### Мінеральні ресурси
Надра Гани багаті на ряд корисних копалин: золото, алмази, боксити, марганець, нафту, срібло, кам'яну сіль, вапняк.

### Водні ресурси
Загальні запаси відновлюваних водних ресурсів (ґрунтові і поверхневі прісні води) становлять 53,2 км³. Станом на 2012 рік в країні налічувалось 340 км² зрошуваних земель.

### Земельні ресурси
Земельні ресурси Гани (оцінка 2011 року):
- придатні для сільськогосподарського обробітку землі — 69,1 %,
  - орні землі — 20,7 %,
  - багаторічні насадження — 11,9 %,
  - землі, що постійно використовуються під пасовища — 36,5 %;
- землі, зайняті лісами і чагарниками — 21,2 %;
- інше — 9,7 %[1].

## Охорона природи
Серед екологічних проблем варто відзначити:
- сезонні посухи на півночі, що завдають значної шкоди примітивному сільському господарству;
- знеліснення;
- перевипасання;
- ерозію ґрунтів;
- браконьєрство;
- руйнування природних біотопів;
- забруднення вод;
- недостатні запаси питної води.

Гана є учасником ряду міжнародних угод з охорони навколишнього середовища:
- Конвенції про біологічне різноманіття (CBD),
- Рамкової конвенції ООН про зміну клімату (UNFCCC),
- Кіотського протоколу до Рамкової конвенції,
- Конвенції ООН про боротьбу з опустелюванням (UNCCD),
- Конвенції про міжнародну торгівлю видами дикої фауни і флори, що перебувають під загрозою зникнення (CITES),
- Конвенції про заборону військового впливу на природне середовище (ENMOD),
- Базельської конвенції протидії транскордонному переміщенню небезпечних відходів,
- Конвенції з міжнародного морського права,
- Монреальського протоколу з охорони озонового шару,
- Міжнародної конвенції запобігання забрудненню з суден (MARPOL),
- Міжнародної угоди про торгівлю тропічною деревиною 1983 і 1994 років,
- Рамсарської конвенції із захисту водно-болотних угідь[12].

Урядом країни підписані, але не ратифіковані міжнародні угоди щодо: Конвенції з охорони морських живих ресурсів.

## Фізико-географічне районування
У фізико-географічному відношенні територію Гани можна розділити на _ райони, що відрізняються один від одного рельєфом, кліматом, рослинним покривом: .

### Українською
- Атлас світу / голов. ред. І. С. Руденко ; зав. ред. В. В. Радченко ; відп. ред. О. В. Вакуленко. — К. : ДНВП «Картографія», 2005. — 336 с. — ISBN 9666315467.
- Атлас. 7 клас. Географія материків і океанів / Укладачі О. Я. Скуратович, Н. І. Чанцева. — К. : ДНВП «Картографія», 2014.
- Барановська О. В. Фізична географія материків і океанів : навч. посіб. для студентів ВНЗ : [у 2 ч.]. — Н. : Ніжинський державний університет ім. Миколи Гоголя, 2013. — 306 с. — ISBN 978-617-527-106-3.
- Бєлозоров С. Т. Африка : фізико-географічний нарис. — вид. 2-ге, перероб. і доп. — К. : Радянська школа, 1957. — 232 с.
- Гана // Гірничий енциклопедичний словник : [у 3-х тт.] / за ред. В. С. Білецького. — Д. : Східний видавничий дім, 2004. — Т. 3. — 752 с. — ISBN 966-7804-78-X.
- Гілецький Й. Р. Природні ресурси світу : Навч. посібник. — Львів : Світ, 2004. — 304 с. — ISBN 966-603-307-0
- Гожик П. Ф., Лялько В. І., Бабаєв Ю. Ю. Регіональна геологія світу. — К. : Наук. думка, 2015. — 424 с.
- Костів Л. Я. Фізична географія материків і океанів. Африка : навч.-метод. посібник. — Л. : Видавничий центр ЛНУ імені Івана Франка, 2017. — 184 с. — ISBN 978-617-10-0374-3.
- Маринич О. М., Шищенко П. Г., Пащенко В. І. Фізична географія світу : Підручник.  — К. : Вища школа, 2002. — 463 с. — ISBN 966-642-018-4
- Панасенко Б. Д. Фізична географія материків : навч. посіб. : в 2 ч. — В. : ЕкоБізнесЦентр, 1999. — 200 с.
- Пащенко В. І. Географія світового господарства : Навч. посібник. — К. : Видавничий центр КНУ, 2014. — 312 с. — ISBN 978-966-439-744-6
- Фізична географія материків та океанів : Підручник у 2-х т. / Ред. П. Г. Шищенко. — К. : Київський університет, 2020. — Т. 2. Африка, Америка, Австралія, Антарктида, Океани. — 470 с. — ISBN 978-966-439-989-8
- Юрківський В. М. Регіональна економічна і соціальна географія. Зарубіжні країни: Підручник. — 2-ге. — К. : Либідь, 2001. — 416 с. — ISBN 966-06-0092-5.

### Англійською
- (англ.) Graham Bateman. The Encyclopedia of World Geography. — Andromeda, 2002. — 288 с. — ISBN 1871869587.

### Російською
- (рос.) Авакян А. Б., Салтанкин В. П., Шарапов В. А. Водохранилища. — М. : Мысль, 1987. — 326 с. — (Природа мира)
- (рос.) Алисов Б. П., Берлин И. А., Михель В. М. Курс климатологии [в 3-х тт.] / под. ред. Е. С. Рубинштейна. — Л. : Гидрометиздат, 1954. — Т. 3. Климаты земного шара. — 320 с.
- (рос.) Апродов В. А. Вулканы. — М. : Мысль, 1982. — 368 с. — (Природа мира)
- (рос.) Апродов В. А. Зоны землетрясений. — М. : Мысль, 2010. — 462 с. — (Природа мира) — ISBN 978-5-244-01122-7.
- (рос.) Гана // Африка: энциклопедический справочник [в 2-х тт.] / гл. ред. А. А. Громыко. — М. : Советская энциклопедия, 1986. — Т. 1. А-К. — 671 с.
- (рос.) Бабаев А. Г., Зонн И. С., Дроздов Н. Н., Фрейкин З. Г. Пустыни. — М.  : Мысль, 1986. — 320 с. — (Природа мира)
- (рос.) Браун Л. Африка. — М. : Прогресс, 1976. — 288 с. — (Континенты, на которых мы живем)
- (рос.) Букштынов А. Д., Грошев Б. И., Крылов Г. В. Леса. — М. : Мысль, 1981. — 316 с. — (Природа мира)
- (рос.) Власова Т. В. Физическая география материков. С прилегающими частями океанов. Южная Америка, Африка, Австралия и Океания, Антарктида. — 4-е, перераб. — М. : Просвещение, 1986. — 269 с.
- (рос.) Гвоздецкий Н. А., Голубчиков Ю. Н. Горы. — М. : Мысль, 1987. — 400 с. — (Природа мира)
- (рос.) Гвоздецкий Н. А. Карст. — М. : Мысль, 1981. — 214 с. — (Природа мира)
- (рос.) Географический энциклопедический словарь: географические названия / под. ред. А. Ф. Трёшникова. — 2-е изд., доп. — М. : Советская энциклопедия, 1989. — 585 с. — ISBN 5-85270-057-6.
- (рос.) Исаченко А. Г., Шляпников А. А. Ландшафты. — М. : Мысль, 1989. — 504 с. — (Природа мира) — ISBN 5-244-00177-9.
- (рос.) Каплин П. А., Леонтьев О. К., Лукьянова С. А., Никифоров Л. Г. Берега. — М. : Мысль, 1991. — 480 с. — (Природа мира) — ISBN 5-244-00449-2.
- (рос.) Словарь современных географических названий / под общей редакцией акад. В. М. Котлякова. — Екатеринбург : У-Фактория, 2006.
- (рос.) Литвин В. М., Лымарев В. И. Острова. — М. : Мысль, 2010. — 288 с. — (Природа мира) — ISBN 978-5-244-01129-6.
- (рос.) Лобова Е. В., Хабаров А. В. Почвы. — М. : Мысль, 1983. — 304 с. — (Природа мира)
- (рос.) Максаковский В. П. Географическая картина мира. Книга I: Общая характеристика мира. — М. : Дрофа, 2008. — 495 с. — ISBN 978-5-358-05275-8.
- (рос.) Максаковский В. П. Географическая картина мира. Книга II: Региональная характеристика мира. — М. : Дрофа, 2009. — 480 с. — ISBN 978-5-358-06280-1.
- (рос.) Поспелов Е. М. Географические названия мира: Топонимический словарь. — М. : АСТ, 2005.
- (рос.) Гана // Страны Африки. Политико-экономический справочник / ред. В. Солодовников, В. Румянцев. — М. : Издательство политической литературы, 1969. — 318 с.
- (рос.) Физико-географический атлас мира. — М. : Академия наук СССР и Главное управление геодезии и картографии ГУГК СССР, 1964. — 298 с.
- (рос.) Энциклопедия стран мира / глав. ред. Н. А. Симония. — М. : НПО «Экономика» РАН, отделение общественных наук, 2004. — 1319 с. — ISBN 5-282-02318-0.